# لس موئرمس
لس موئرمس (به اسپانیایی: Los Muermos) یک شهرستان در شیلی است که در Llanquihue Province واقع شده‌است. لس موئرمس ۱٬۲۴۵٫۸ کیلومتر مربع مساحت و ۱۶٬۱۳۲ نفر جمعیت دارد و ۱۴۹ متر بالاتر از سطح دریا واقع شده‌است.